# Енгадінбан

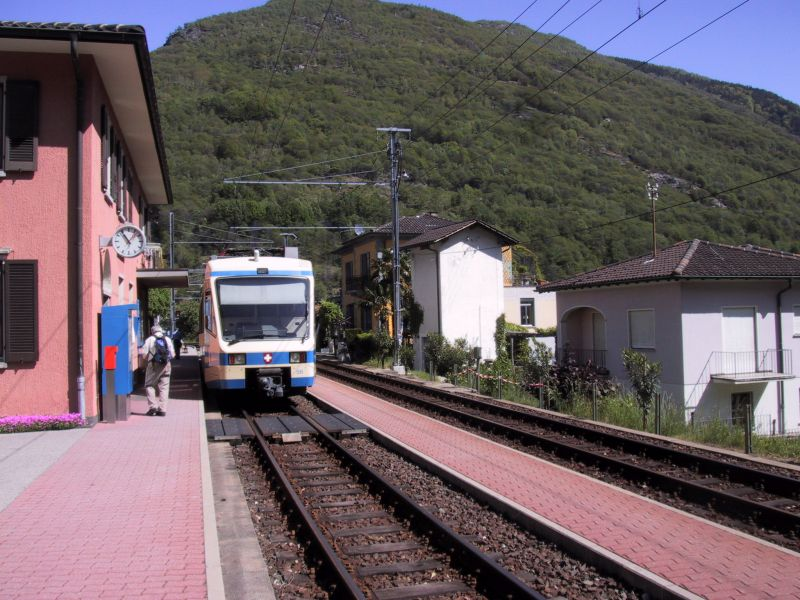

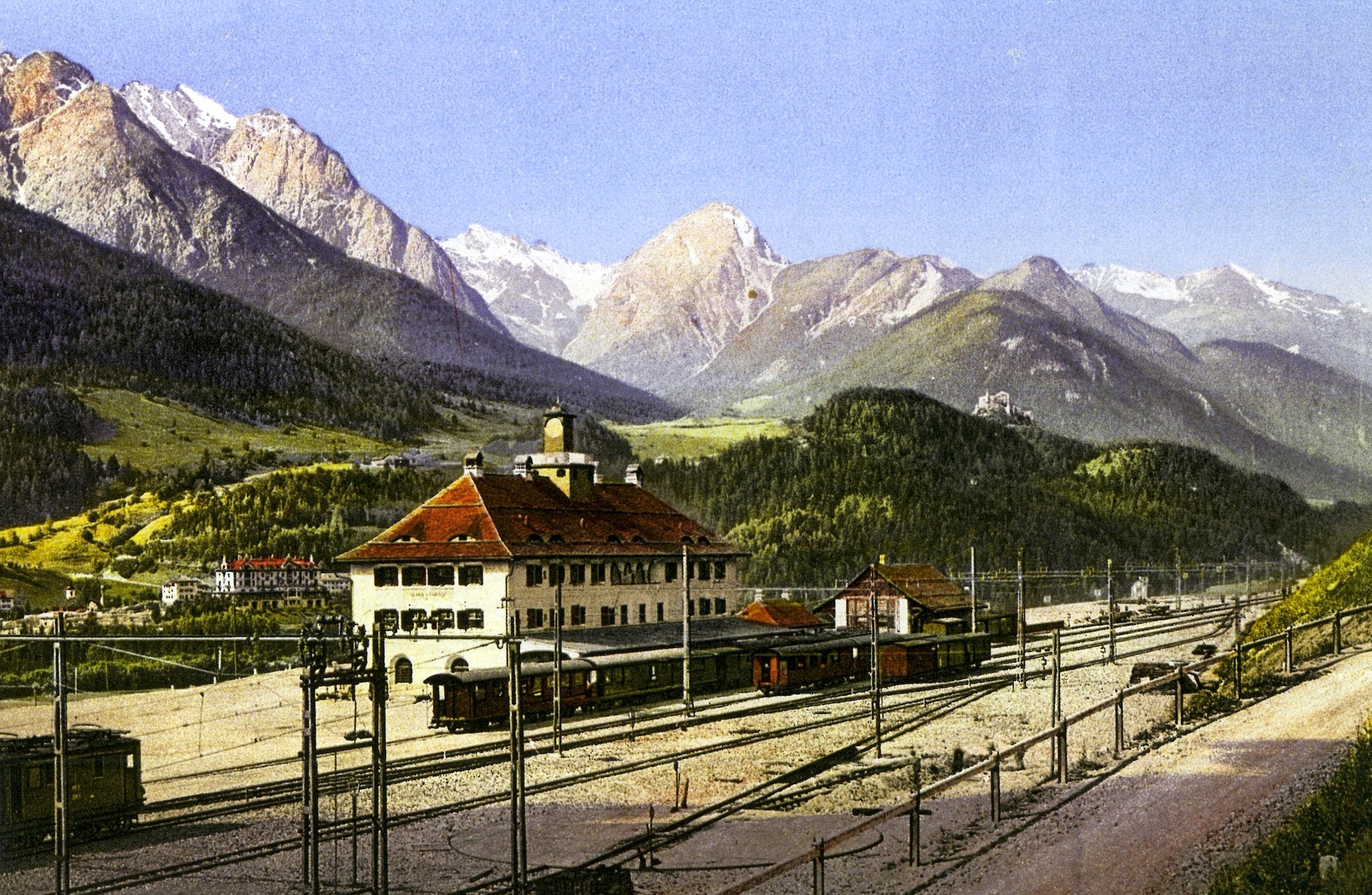
Станція Шкуоль-Тарашп у 1913

Енгадінбан (нім. Engadinerbahn) — одноколійна вузькоколійна (1000 мм) залізниця, частина Ретійської залізниці (RhB), з'єднує населені пункти долини Нижній Енгадін з Альбулабаном і Бернінабаном у Верхньому Енгадіні, Швейцарія. Належить до так званої основної лінії RhB, так що пікет відраховується від Ландкварту. Прямує від Понтрезіна (пересадка на Бернінабан) у Верхньому Енгадіні до Шкуоль-Тарашп у Нижньому. На перегоні Самедан — Бевер ділить колію з лінією Альбулабаном.

## Історія
Після завершення будівництва Альбулабану кантон Граубюнден та федеральне військо потребували будівництва залізниці через Енгадін. 27 липня 1903 RhB доручив професору Фрідріх Хеннінгс, який вже побудував Альбулабан, розробити проєкт, маршрут через Енгадін. Після розробки цього проєкту, агентство Loste в Парижі разом зі старшим інженером Петер Залуц приступило до детального планування, заснованому на планах професора Хеннінга. У 1907 році був представлений проєкт, який передбачав 49,5 км колію з 17 тунелями і 55 великими мостами. Ганс Штудер, який побудував віадук Візенер, керував роботами на ділянці Бевер — Цернец. На ділянці Цернец — Шкуоль — інженер-будівельник Якоб Г. Золлінгер
Дистанція між Понтрезіна і Самеданом була відкрита 1 липня 1908, разом з перегоном Понтрезіна-Мортерач Бернінабану. До 1 липня 1909 року, вона була єдиним зв'язком між головною лінією RhB і Бернінабом.

### Будівництво

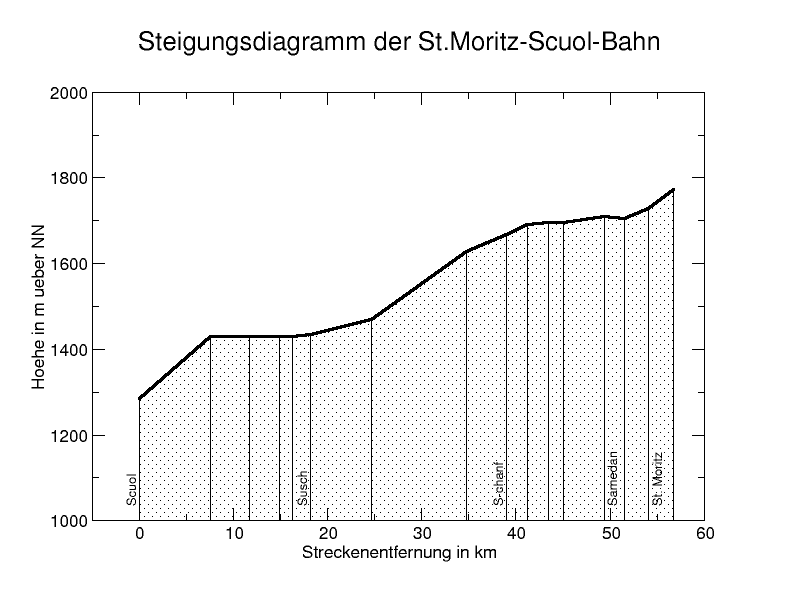
Діаграма висот

Навесні 1909 року розпочалося будівництво по всьому маршруту. Спочатку воно мало бути завершено на початку літа 1912 року, але інженери та робітники зіткнулися з несподіваними проблемами в тунелях між Гуарда і Шкуоль. У той час як навесні 1912 між Бевер і Гуарда проходило укладання колії, шахтарі боролися з незвичайним гірським тиском, сипучими шарами породи і попаданням води в тунель. Але врешті-решт Магнакун (1909 м) і Тасна (2350 м) були завершені в червні/липні 1912 року. Будівельним робочим вдалося завершити оснащення до квітня 1913. 28/29 червня 1913 було урочисто відкрито маршрут.

### Електрифікація
Електричні випробування на гілці Шпіц — Фрутіген, проведені BLS, викликали у Ретійської залізниці інтерес до нового виду тягової технології з використанням однофазної мережі змінного струму. У RhB вирішили, маршрут що знаходиться в стадії будівництва буде використаний як випробувальний полігон для однофазного змінного струму. Так лінія Нижнього Енгадіну працює на електриці з самого відкриття

## Маршрут

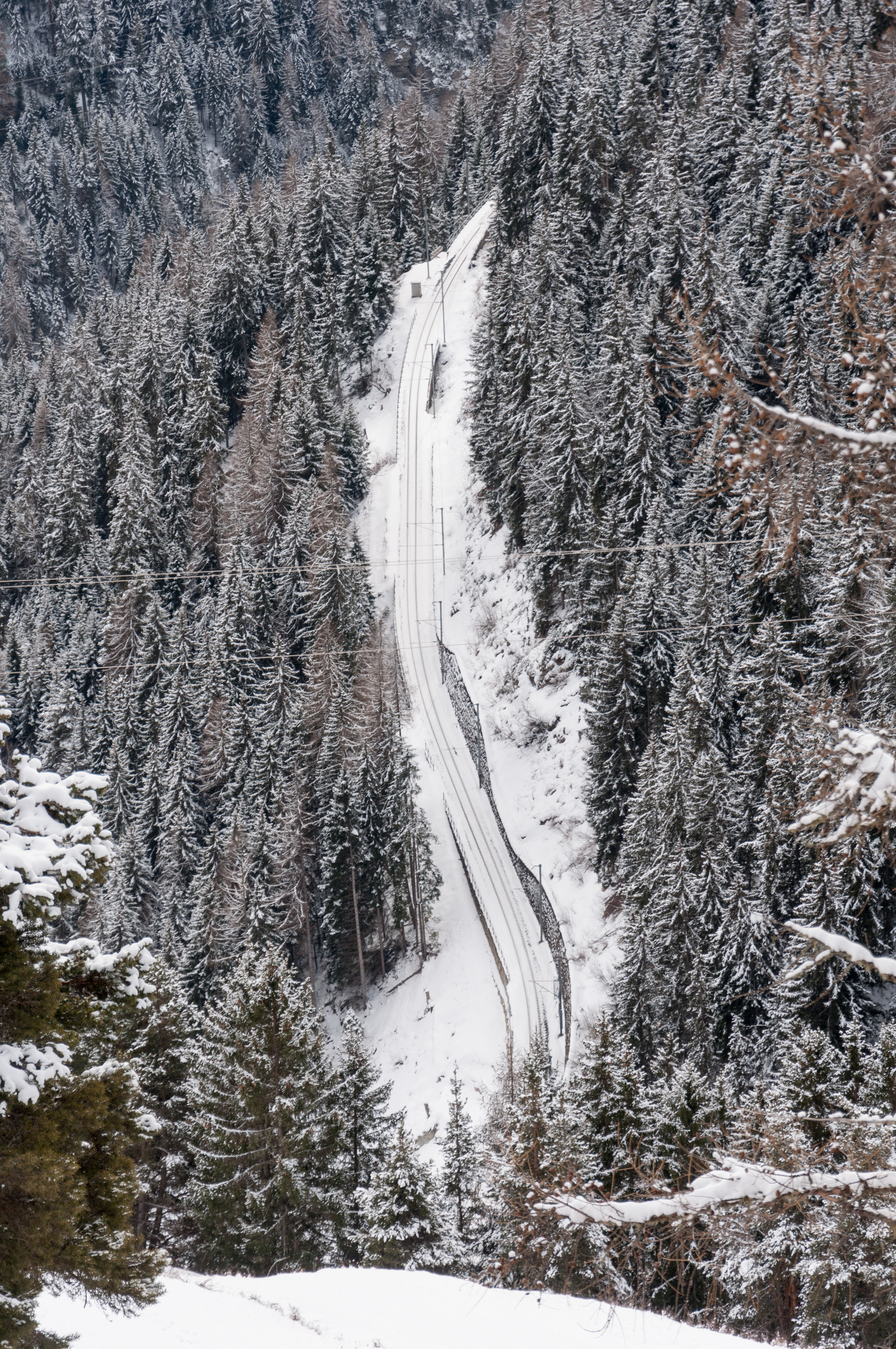

Залізниця починається на станції Понтрезіна, через який проходить Бернінабан. Частина поїздів, в тому числі відомий Берніна-Експрес, що прямують в Кур або Давос, переходять тут з Бернінабану на Енгадінбан. Далі лінія прямує через станцію Пунт Мурагль в Самедан, де зустрічається з Альбулабаном, що прямує з Санкт-Моріца. Розклад поїздів обох ліній синхронізовано так, щоб пасажири з Санкт-Моріца могли пересісти на потяги в Енгадін і назад. На перегоні Самедан — Бевер обидві залізниці використовують одну колію.

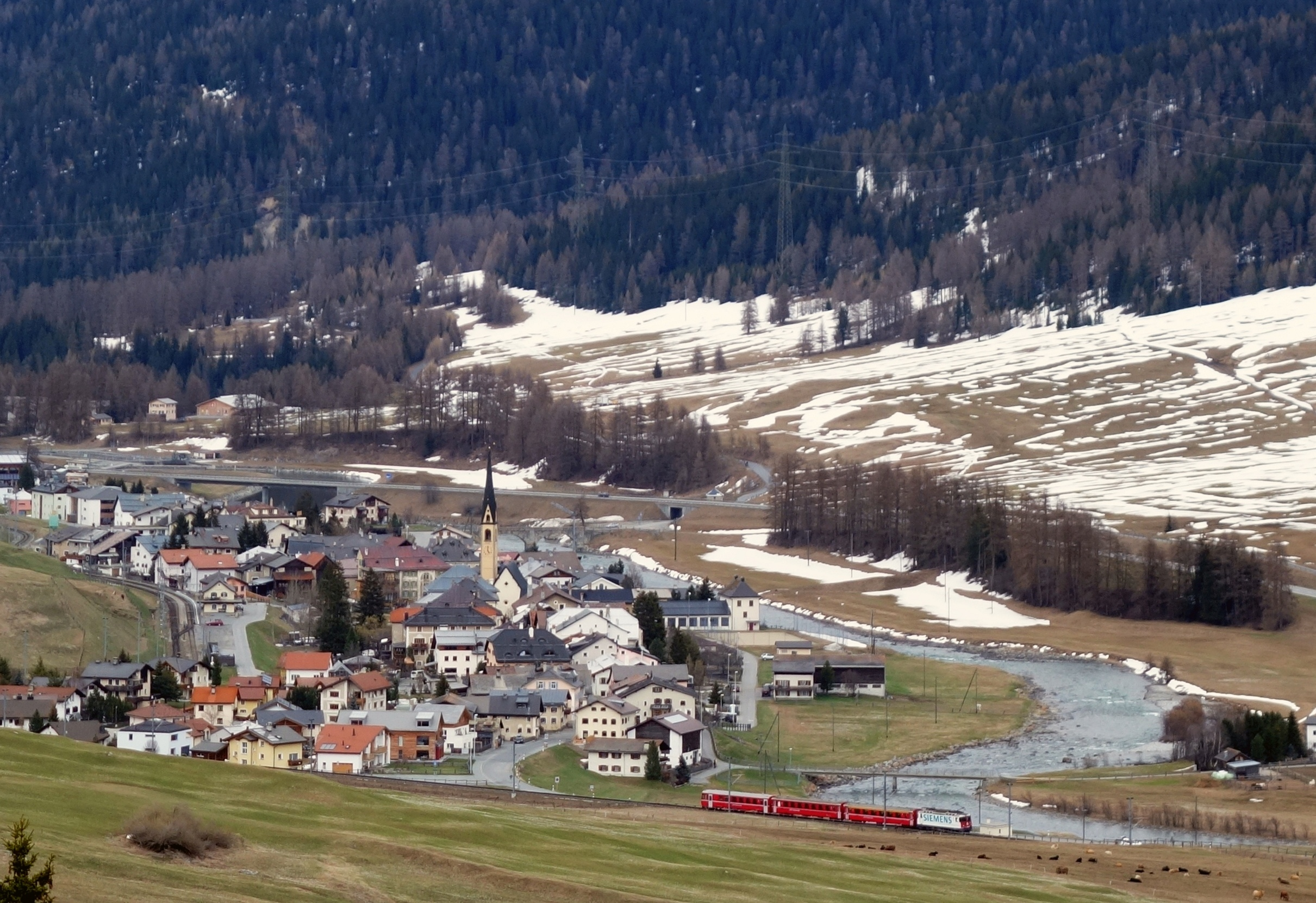
С-чанф

Від станції Бевер, Альбулабан прямує з Самедана/Санкт-Моріца у напрямку до Філізуру/Тузісу/Куру, маршрут проходить по лівій стороні долини Верхній Енгадін з похилом 20 ‰ через станції Ла-Пунт-Чамуещ, Мадулайн, Цуоц та Щанф до Цінуощелу-Брайля. Між Щанфом і Цінуощелом-Брайлем розташована на 107,4 кілометрі, зупинка Щанф-Марафон, яка обслуговується тільки взимку і влітку на спортивних подіях після станції Цінуощел-Брайль лінія перетинає Інн по відомому 113- метровому віадук Innviadukt. Таким чином, вона прямує далі правою стороною долини, де маршрут, проходячи через декілька інженерних споруд, тунелів, і роз'їзд Кароліна, досягає Цернец. Перед Цернец маршрут по Великій петлі долає природну різницю у висоті між Верхнім і Нижнім Енгадіном. Після Цернец залізниця перетинає великим сталевим мостом і прямує лівою стороною долини, де спускається з постійним нахилом 20 ‰ через декілька невеликих тунелів до Суш. Незабаром після станції Суш відгалужується з'єднувальний тунель (Заслач II, 277 м) на тунель Ферайна. Лінія Нижнього Енгадіну прямує вздовж схилу долини і приходить до північного порталу Ферайна і на станцію Сальяйнс, яка знаходиться поруч зі станцією для автомобільних поїздів через тунель Ферайна. Сальяйнс служить тільки для пересадки між пасажирськими поїздами, частина з яких прямує тунелем. Після станції Сальяйнс маршрут прямує станціями Лавін, Гуарда, Ардец і Фтан, декількома невеликими тунелями, довгими тунелями Тасна і Магнакун і декілька віадуків до залізничної станції Шкуоль-Тарашп.

## Станція

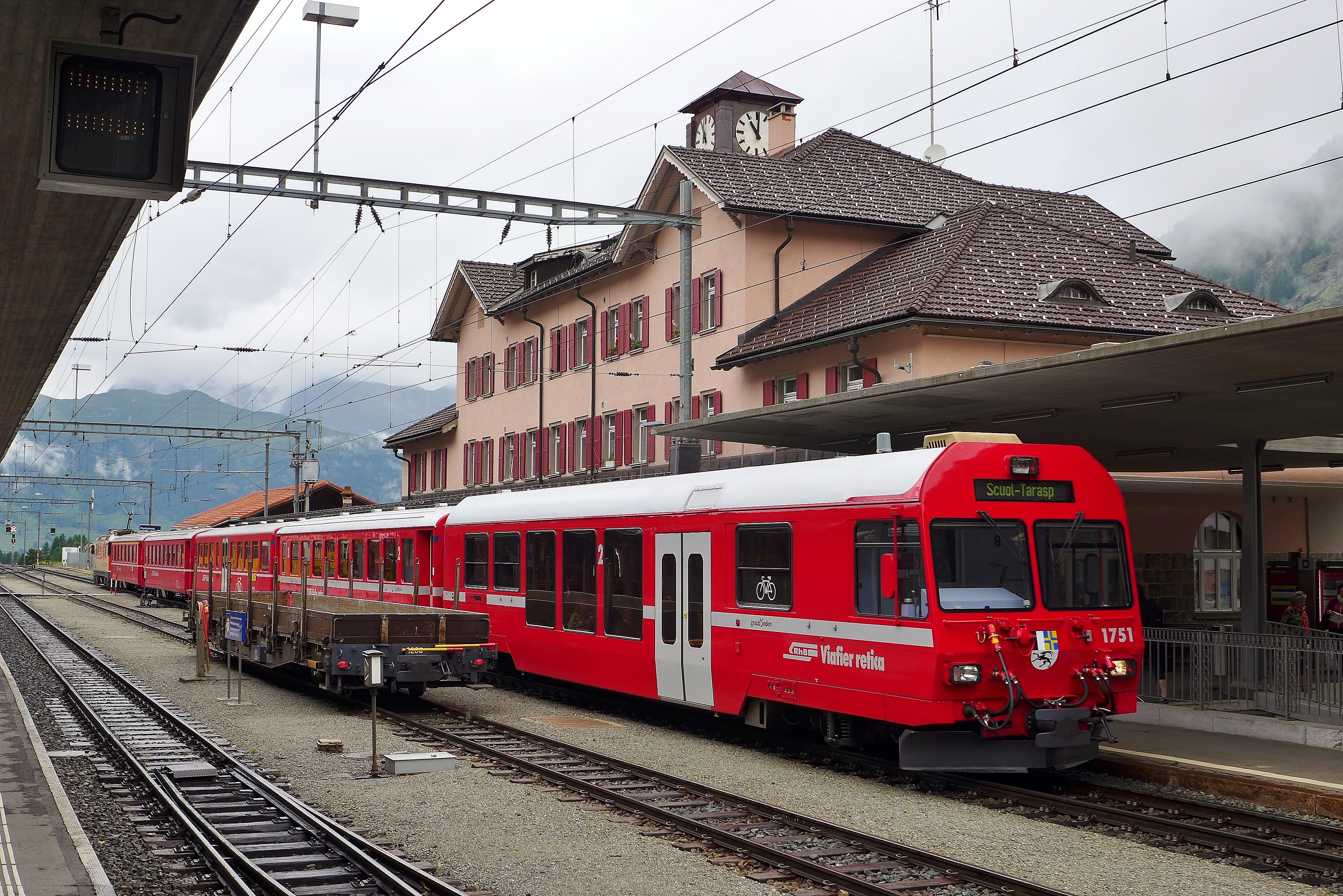
Потяг на Шкуоль-Тарашп на станції Понтрезини

### Понтрезіна

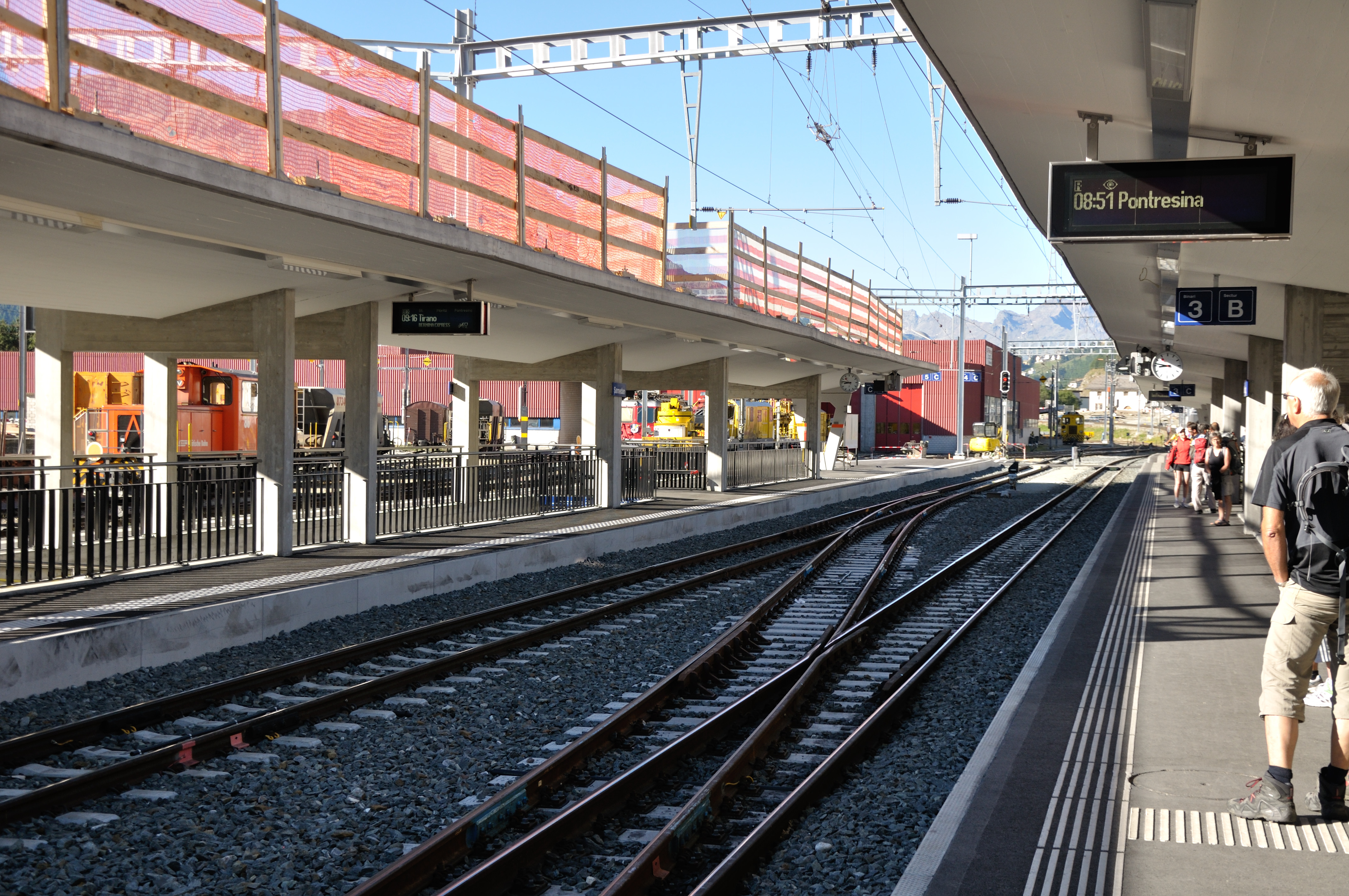
Станція Самедан

Пересадочна станція з Бернінабаном. Через різницю у системах електрифікації на лініях станція двосистемна. Енгадінбан використовує колії з 1 по 3, в той час як Бернінабан — з 3 до 7. На колії 3 зміна локомотивів відбувається для відомого Берніна-Експрес, що курсує між Кур або Давос-Плац і Тірано.

### Самедан
Пересадочна станція з Альбулабаном. Розклад потягів обох ліній синхронізовано — потяг Санкт-Моріц — Кур проходять станцію за п'ять хвилин до поїздів з Понтрезіна в Шкуоль-Тарашп, що дозволяє пасажирам з Санкт-Моріца швидко і зручно пересісти. У зворотному напрямку потяги Енгадінбану проходять раніше поїздів Альбулабану.

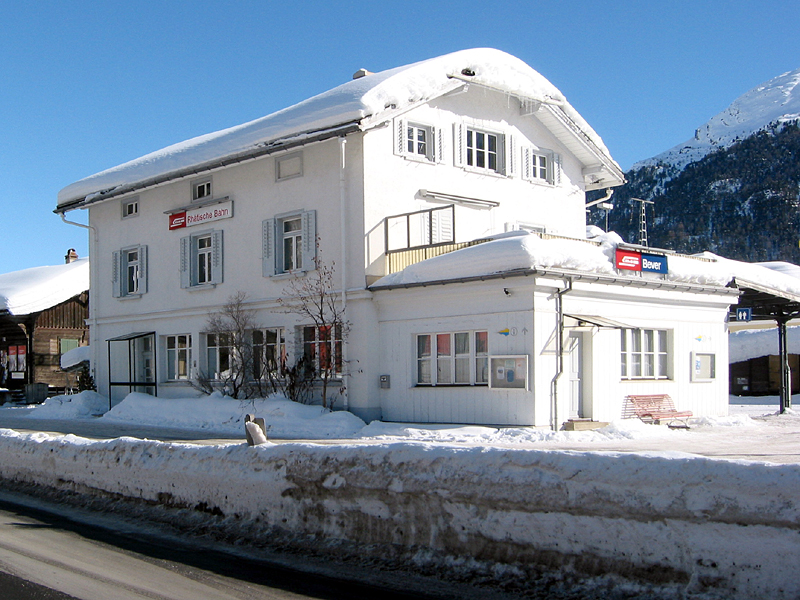
Станція Бевер

### Бевер

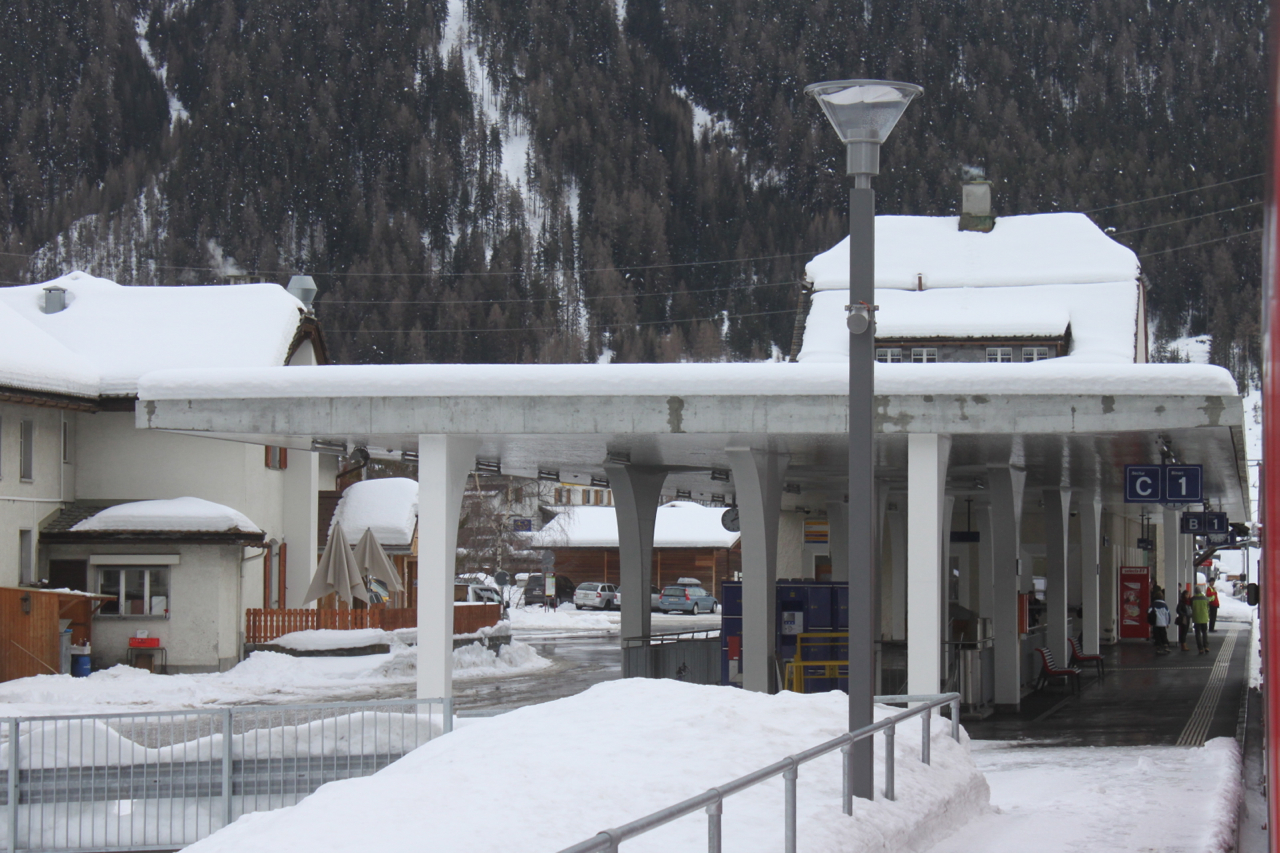
Станція Цернец

На залізничній станції Бевер розділяються Альбулабан (Кур — Санкт-Моріц) і Енгадінбан. Бевер розташований на висоті 1708 м над рівнем моря. На станції зупиняються лише пасажирські поїзди Енгадінбану. Альбула-експреси (Регіональний експрес Кур — Санкт-Моріц) не мають зупинки у Бевері

### Цернец
Станція Цернец лежить на північно-західній околиці однойменного поселення, на висоті 1471 м. Станція має велике транспортне значення. У Цернец зупиняються всі поїзди, тут є пересадка на поштові автобуси через перевал Офен в долину Валь-Мюштайр до Мюштайру, Санта-Марія-Валь-Мюштайр і Маллес-Веноста в Італії, де, в свою чергу, знаходиться станція Фіншгаубану на Мерано і Больцано. Також літні поштові автобуси на Давос відправляються з Цернец. Вантажні перевезення також грають велику роль в Цернец. Регулярні вантажні поїзди привозять контейнери, що перевантажуються на вантажівки, що прямують до Валь-Мюштайру. Багато товарів з центрального Енгадіну здійснюють перевалку у Цернец.

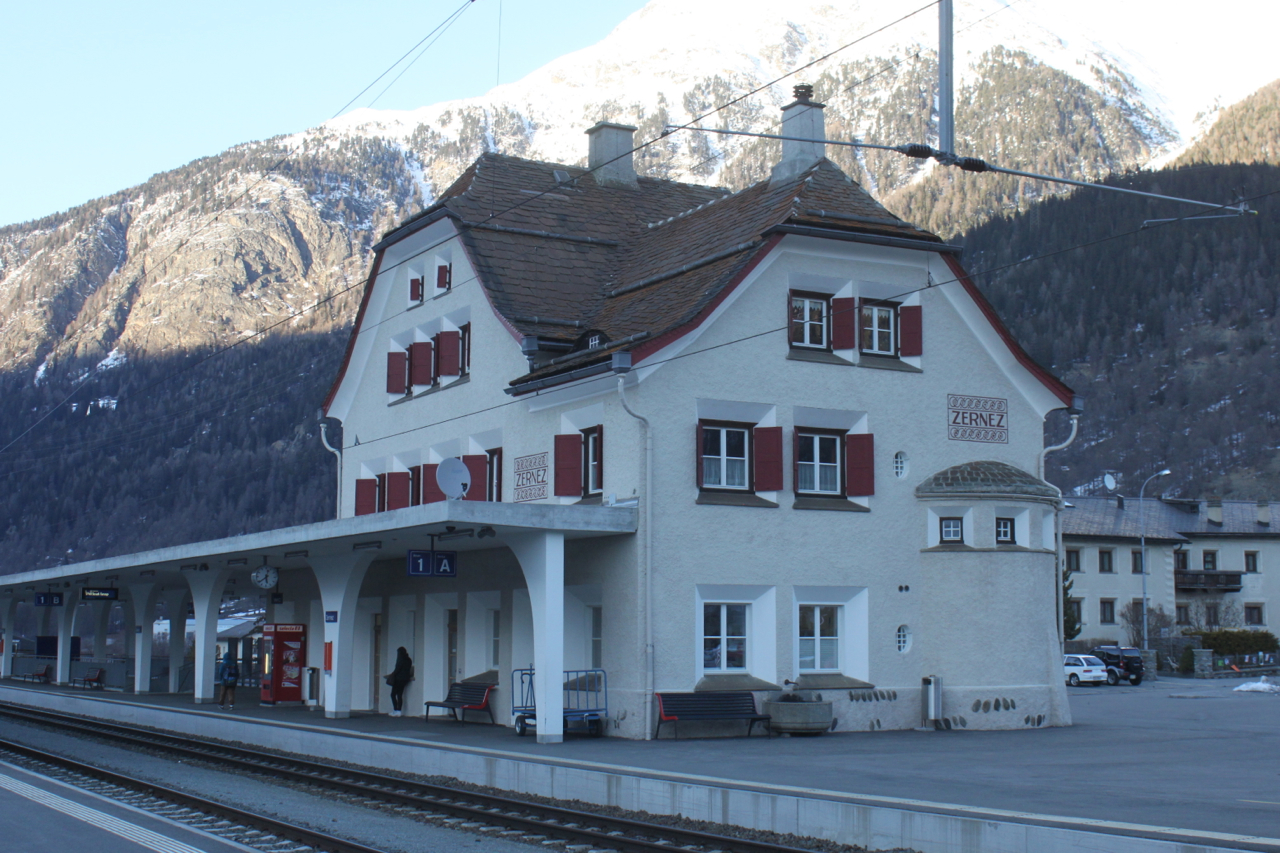
Станція Цернец

У 2010 та 2011 роках станція Цернец зазнала капітального ремонту. Системи залізничної інфраструктури були оновлені, платформи підняті, забезпечуючи доступність інвалідам, встановлено дах над центром платформи, будівля вокзалу відремонтовано. Центр платформи з'єднано підземним переходом з будівлею вокзалу і пероном першої колії. Крім того, був побудований новий автовокзал, який дозволяє поліпшити пересадку з поїзда на поштовий автобус. Аналогічно, новий 40-тонний кран був встановлений для поліпшення перевалки вантажів і побудований новий вантажний термінал

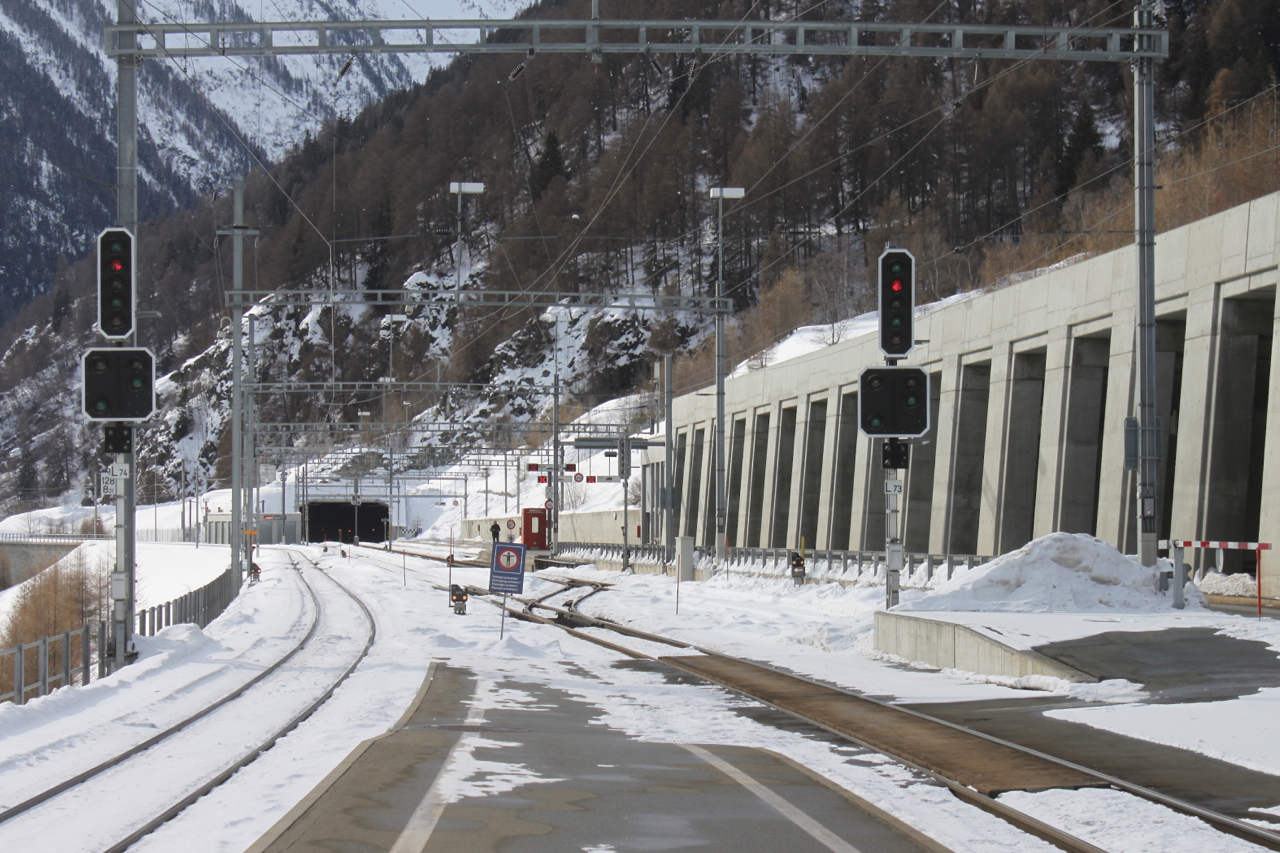
Вид на портал тунелю Ферайна зі станції Сальяйнс

### Сальяйнс

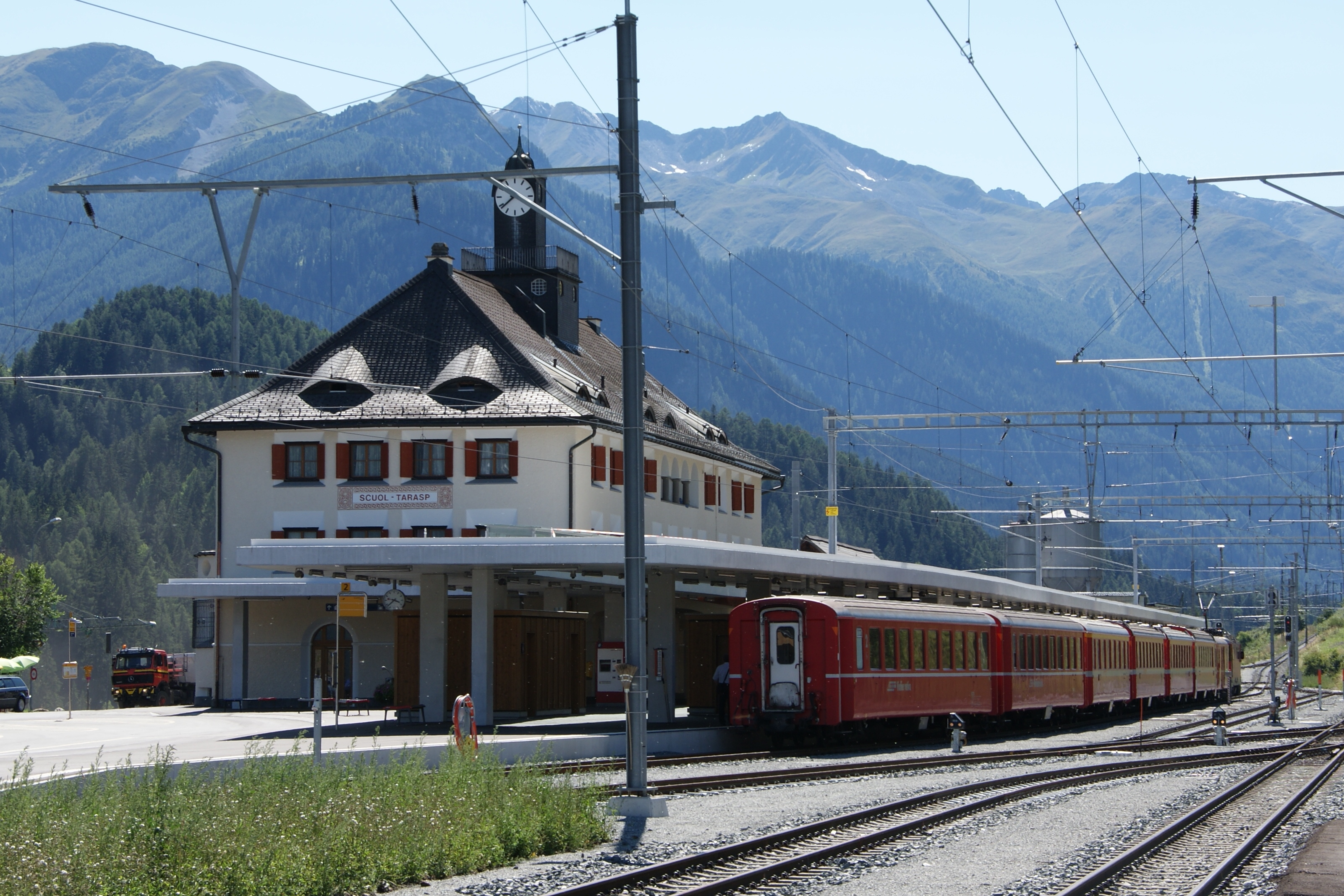
Шкуоль-Тарашп

Станція розташована на висоті 1432 м, на виході однойменної долини Валь-Сальяйнс, між містами і станціями Суш і Лавін у Нижньому Енгадіні. Вона була побудована на насипу з породи, витягнутої при будівництві тунелю Ферайна. Станція Сальяйнс була відкрита одночасно з тунелем Ферайна у листопаді 1999 року. Вона має головну роль в перевезеннях автомобілів через тунель: оснащена двома коліями з рампами для завантаження автомобілів, вона має пряме підключення до головної залізниці через автодорожній тунель і криту галерею, яка служить для очікування транспортних засобів і збору оплати. Крім того, станція Сальяйнс також слугує пересадковою станцією між регіональними поїздами Шкуоль-Тарашп — Понтрезіна і регіональними експресами Шкуоль-Тарашп — Ландкварт — Кур — Дізентіс. На пересадний перон немає доступу ззовні

### Шкуоль-Тарашп

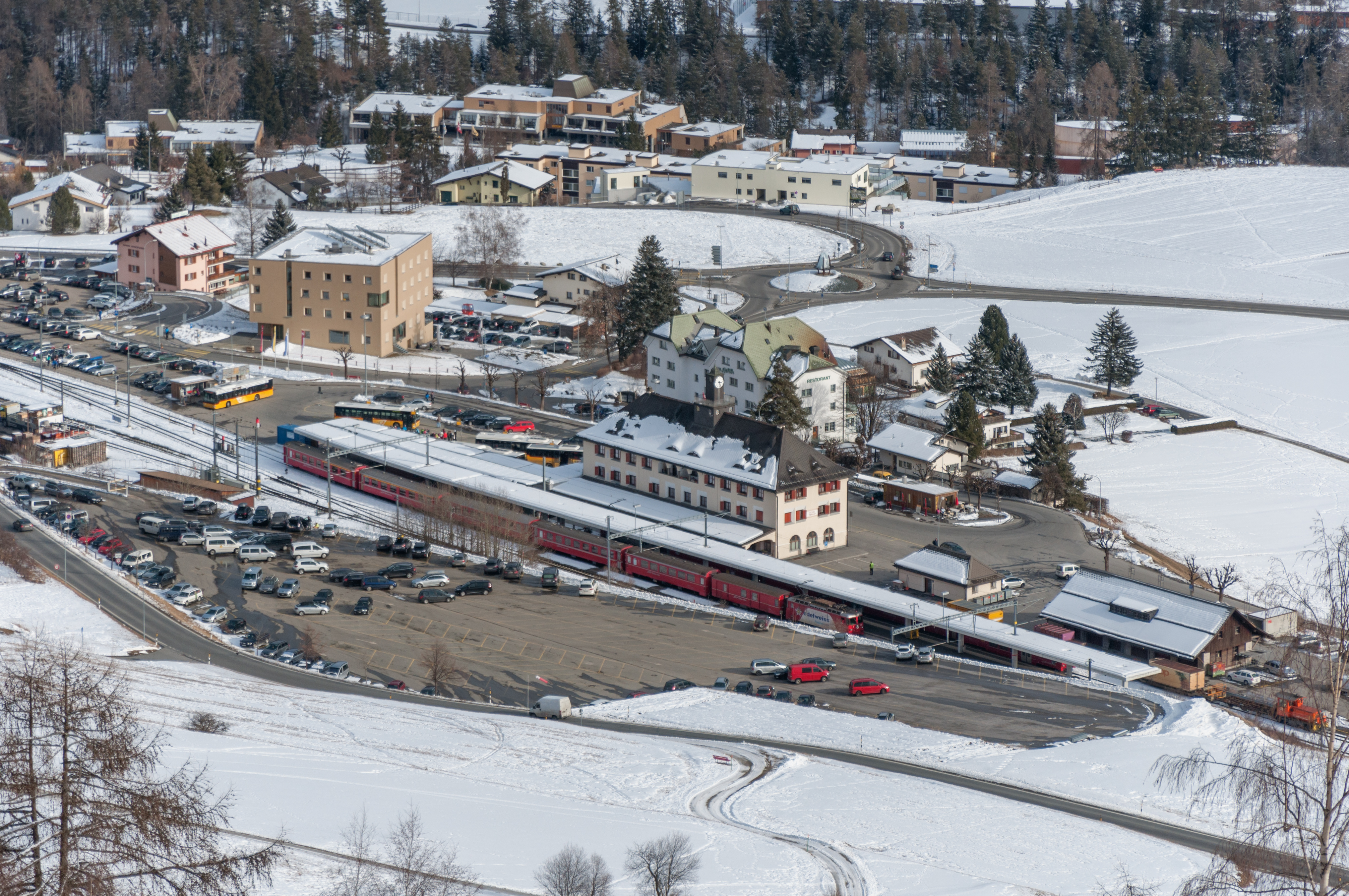
Шкуоль-Тарашп

Залізнична станція Шкуоль-Тарашп знаходиться на західному виїзді з міста Шкуоль на висоті 1287 м в Нижньому Енгадіні. Станція у 2009 році була повністю відреставрована. З тих пір прямо в будівлі залізничного вокзалу розташований автовокзал поштових автобусів Нижнього Енгадіну. Шкуоль-Тарашп є кінцевою станцією для поїзда Шкуоль-Тарашп — Цернец — Самедан — Понтрезіна і регіонального експреса Шкуоль-Тарашп — Ландкварт — Кур — Дізентіс. Безпосередньо на вокзалі починаються регулярні автобусні лінії на Фтан, Тарашп, Самнаун, Мартіна, Сент, С-Шарль і Валь-Сінестро. Крім того, місцевий автобус зупиняється на залізничній станції. Поруч зі станцією, починається канатна дорога на Мотта-Налунс. По буднях ходять до п'яти щоденних вантажних поїздів, що прямують від Ландкварта.

## Перевезення

### Пасажирські

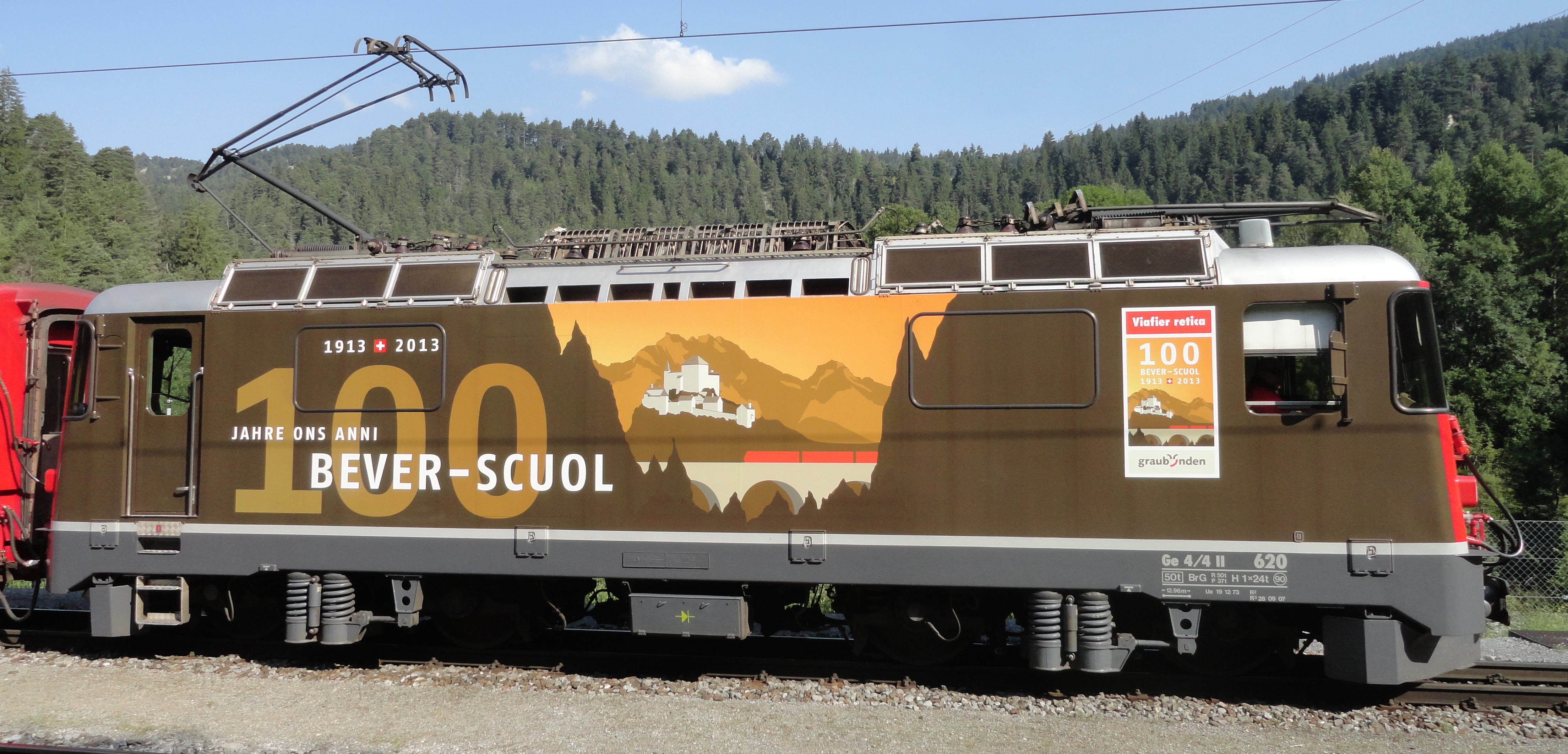
Ювілейний електровоз Ge 4/4 I

Енгадінбаном курсують погодинні регіональні поїзди Понтрезіна — Самедан — Бевер — Цернец — Шкуоль-Тарашп. Ці поїзди майже завжди мають склад з локомотива Ge 4/4 II, трьох вагонів EW I (1 — першого класу, 2 — другого), WS Velowagen для велосипедів (тільки влітку) і головного вагона BDt Neva Retica. На ділянці Сальяйнс — Шкуоль-Тарашп також працює щогодинний регіональний експрес Дізентіс — Кур — Ландкварт — Шкуоль-Тарашп. Він, як правило, складається з Ge 4/4 II, одного EW II або IV EW 1-ого класу і декількох 2-го класу. На ділянці між Ферайна (тунель Заслач) і Бевері також курсує, зазвичай вранці і ввечері, так званий Engadin-Star, для швидкого зв'язку Нижнього Граубюндена з Енгадіном

### Вантажні
Вантажні перевезення також грають важливу і значну роль на всій лінії Енгадінбану. Регулярно по буднях кілька вантажних поїздів до Шкуоль-Тарашп і майже кожні 2 години курсує вантажний потяг з Ландкварта в Самедан і Цернец. Так як з 1999 року по маршруту Ферайна від Цернецу можна доїхати до Ландкварта швидше, ніж Альбулабаном, багато вантажних потягів тепер прямують тунелем Ферайна.